# Macollamiento

Plantas de cebada en la etapa de macollamiento.

Diagrama de una gramínea típica, donde el macollo aparece como retoño.

El macollamiento es un modo de propagación vegetativa de muchas especies de poaceae (gramíneas) que les permite producir múltiples tallos secundarios adventicios (llamados macollos) desde el cuello de la plántula inicial, asegurando así la formación de densos penachos. 
Este fenómeno se ve favorecido en el caso de los cultivos de cereales porque el número de tallos, y por tanto el número de espigas, puede influir directamente en el rendimiento aunque un trigo con importantes macollos herbáceos pueda dar un número de espigas menor o igual al del trigo con macollamiento herbáceo más reducido.
También se busca el macollamiento en el caso de céspedes para asegurar la formación de un denso tapiz de vegetación.
El maíz, a diferencia de los cereales de paja, ha perdido este poder de macollamiento y, con algunas excepciones, sólo produce un tallo y, con mayor frecuencia, una sola mazorca. Esta pérdida de macollamiento se compensa con el elevado número de granos por mazorca.
Para promover el macollamiento, se practica el pase de rodillo por los campos de cereales y céspedes para nivelarlos y facilitar la siembra y el laboreo. Las tasas de macollamiento están fuertemente influenciadas por el estado hídrico del suelo. Cuando la humedad del suelo es baja, los pastos tienden a desarrollar sistemas de raíces más dispersos y profundos (a diferencia de los sistemas laterales densos). Por lo tanto, en suelos secos, se inhibe el macollamiento: la naturaleza lateral del macollamiento no está respaldada por el crecimiento lateral de la raíz. Es recomendable practicar el macollamiento en terreno seco tanto para cultivos agrícolas como en el césped.

## Macollos
Los macollos o macollas son los tallos producido por las plantas herbáceas y se refiere a todos los brotes que crecen después de que el brote inicial crezca a partir de una semilla. Los macollos están segmentados, y cada segmento posee su propia hoja de dos partes. Participan en la propagación vegetativa y, en algunos casos, también en la producción de semillas.